# SDM (歌手)
SDM，本名Beni Mosabu，1995年11月28日出生于默东（一说克拉马），是法国的一名男歌手。

## 生平
SDM出生于默东，其家庭来自刚果民主共和国，他是家里十个孩子中最小的一个。SDM在年幼时曾为狂热的足球迷。在Booba、50 Cent等音乐家的影响下，他开始表现出对音乐的兴趣。2011年5月，他曾以“SADAM KADAFI 92”之名创作了多个线下作品。2020年初，他与Booba手下的92i音乐室签约。2021年4月9日，SDM发布了首张专辑《Ocho》。

## 作品风格
SDM的主要作品因混有多种不同地域文化风格而受到关注。

## 专辑
- Ocho（法语：Ocho (album)）（2021年，混音带）
- KLiens du 100（法语：Liens du 100 (album)）（2022年，混音带）
- À la vie à la mort（2024年）